# Get Physical Music
Get Physical Music ist ein Berliner Plattenlabel im Bereich der elektronischen Tanzmusik. 

## Geschichte
Das Label wurde 2002 vom Groove-Begründer Thomas Koch, den beiden Produzententeams M.A.N.D.Y. (Patrick Bodmer und Philipp Jung) und Booka Shade (Walter Merziger and Arno Kammermeier) sowie dem Produzenten Peter Hayo gegründet.
Das englische Dance-Magazin DJ Mag wählte es im Jahr 2005 zum „Label of the year“. Die amerikanische Zeitschrift XLR8R widmete dem Label eine Titelstory. Laut eigenen Angaben zählte Get Physical Music bei den digitalen Musicstores beatport.com, und iTunes zu den meistverkaufenden Labels im Jahre 2005. Samims Maxi Heater, die auf diesem Label erschien, wurde in der Jahresumfrage der Raveline als Bester Track 2007 gewählt und fand auch den Weg in den Mainstream, unter anderem durch die Hr3 Clubnight und auf dem Musiksender VIVA.
Get Physical Music ist Mitglied des Kooperationsnetzwerkes der Berliner Musikwirtschaft Berlin Music Commission.

## Ausgewählte Künstler
- M.A.N.D.Y.
- DJ T.
- Booka Shade
- Elektrochemie LK
- Lopazz
- Samim
- Djuma Soundsystem
- Raz Ohara
- Cook Strummer